# 奧多貝什蒂
奧多貝什蒂是羅馬尼亞的城鎮，位於該國東部，距離首府福克沙尼11公里，由弗朗恰縣負責管轄，面積57.54平方公里，海拔高度140米，2009年人口8,636，大多數居民信奉東正教。
45°46′N 27°4′E / 45.767°N 27.067°E